# Edit Miklós

Edit Miklós, född den 31 mars 1988 i Miercurea Ciuc, är en ungersk-rumänsk alpin utförsåkare. Hon är främst specialiserad på störtlopp och super-G och har tränat i Österrike sedan 2002.
Hon gjorde sin världscupdebut i december 2005 vid 17 års ålder. Dessförinnan hade hon åkt skidor sedan 5-årsåldern, och 12 år fyllda tävlade hon i världscupen för juniorer.
Hennes karriär har inte varit helt äventyrslös. Som tidigare rumänsk medborgare ställde sedan den ungerska myndigheterna krav på att hon skulle förhålla sig speciell för landets regler för att få tävla. Efter alla problem med internationella idrottsliga myndigheter kunde hon äntligen genom sin envishet stå på tårna den 24 januari 2015 då hon kom på tredje plats i störtloppet i St. Moritz. Andra gången hon tog en världscup-pallplats var 3 december 2016 i Lake Louise, USA i grenen störtlopp efter italienskan Sofia Goggia och slovenskan Ilka Štuhec.